# خانه توکلی (نائین)
خانه توکلی مربوط به اواخر دوره قاجار - اوایل دوره پهلوی است و در نائین، محله نو آباد، کوچه توکلی واقع شده و این اثر در تاریخ ۱۶ دی ۱۳۸۷ با شمارهٔ ثبت ۲۴۴۴۸ به‌عنوان یکی از آثار ملی ایران به ثبت رسیده است.